# Città medievale di Rodi
La città medievale di Rodi fu costruita tra il 1309 e il 1523 e costituisce il centro storico della moderna capitale dell'isola omonima in Grecia. Il sito è stato iscritto nella lista del patrimonio mondiale dell'UNESCO nel 1988.
L'ordine di San Giovanni di Gerusalemme occupò Rodi dal 1309 al 1523 e trasformò la città in una fortezza. Successivamente lo stato monastico cadde sotto il controllo dei Turchi e degli Italiani. Con il Palazzo dei Gran Maestri, l'ospedale e la via dei cavalieri, la città alta è uno dei migliori complessi urbani del periodo gotico. Nella città bassa l'architettura gotica coesiste con moschee, bagni pubblici e altri edifici del periodo ottomano.

## Descrizione
La città medievale è costituita dalla città alta a nord e dalla città bassa a sud-sudovest. La città alta fu interamente costruita dagli Ospedalieri di Rodi. La città medievale si trova all'interno di una cinta muraria lunga 4 km.

## Galleria d'immagini

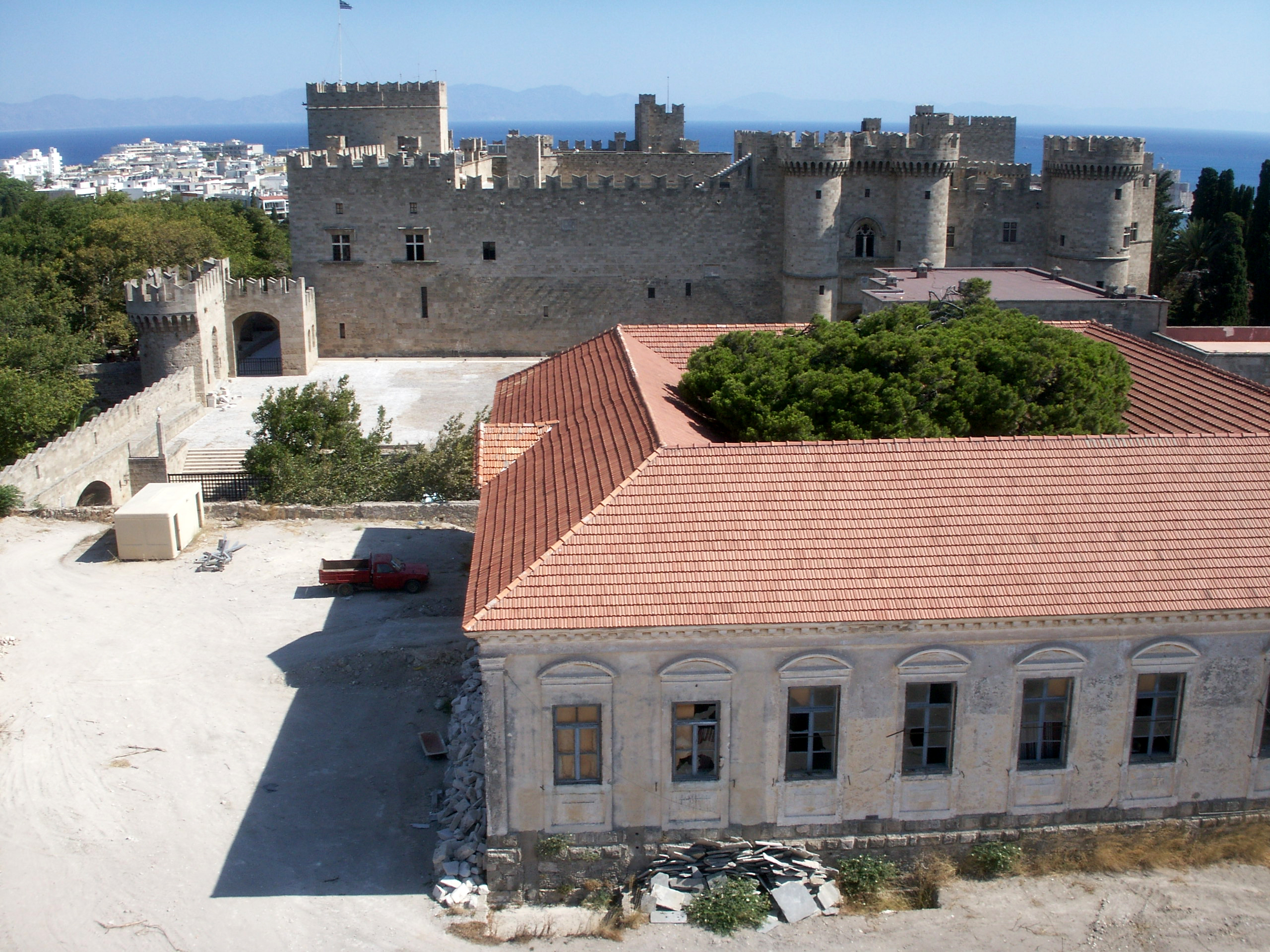
Palazzo dei Gran Maestri dei cavalieri di Rodi
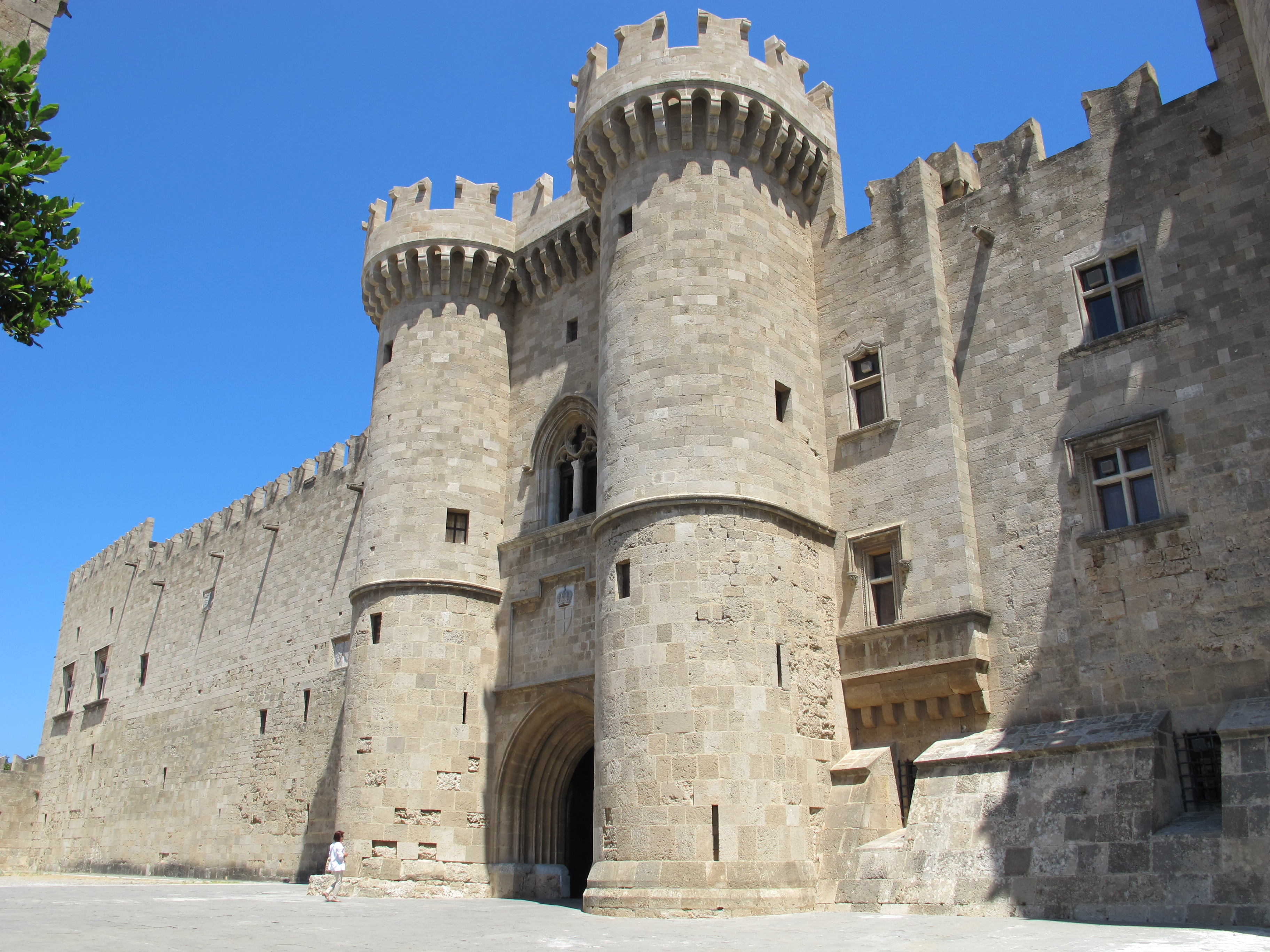
Entrata principale del Palazzo dei Gran Maestri
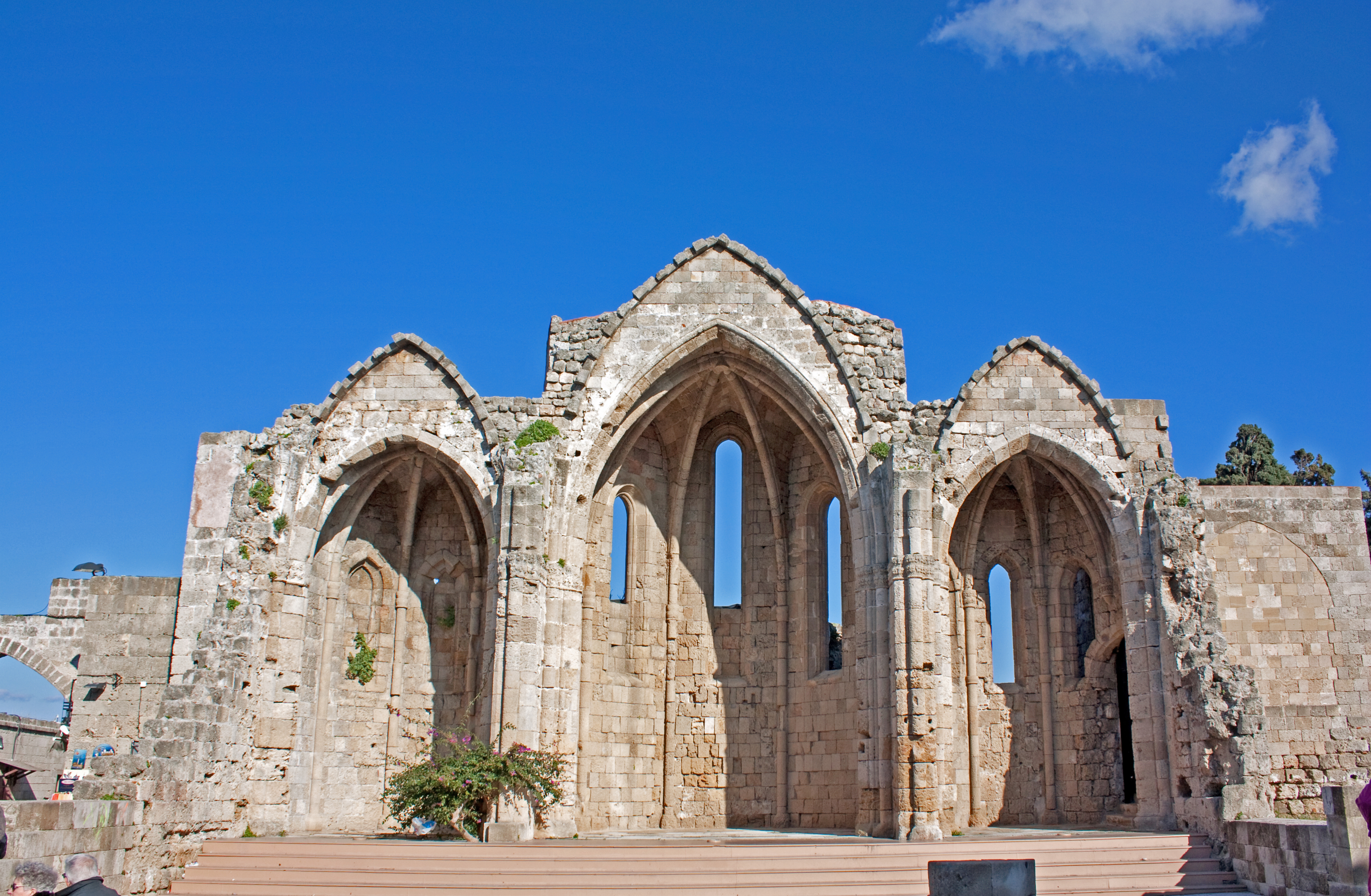
Resti della chiesa medievale della Vergine
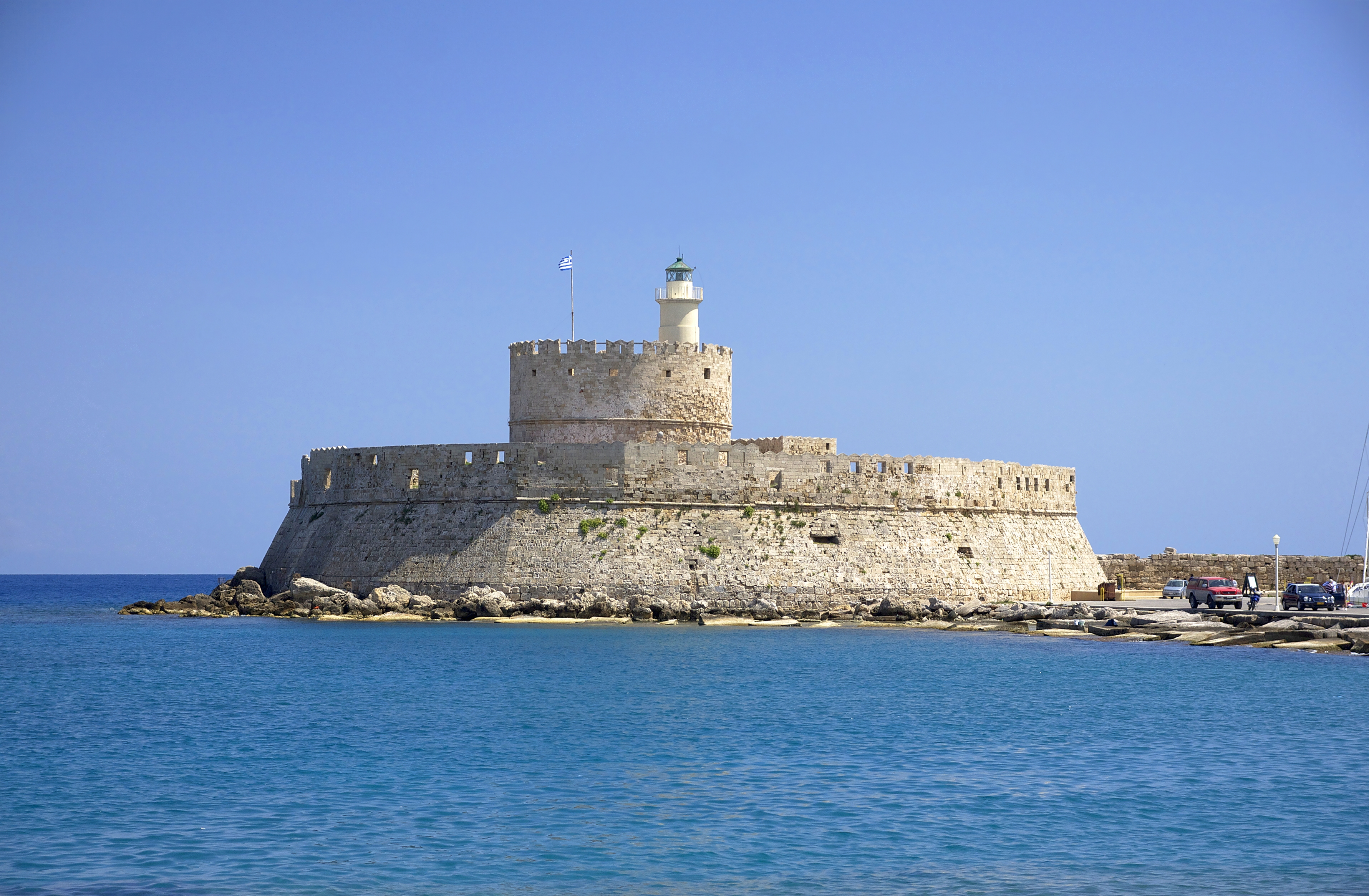
Forte San Nicola
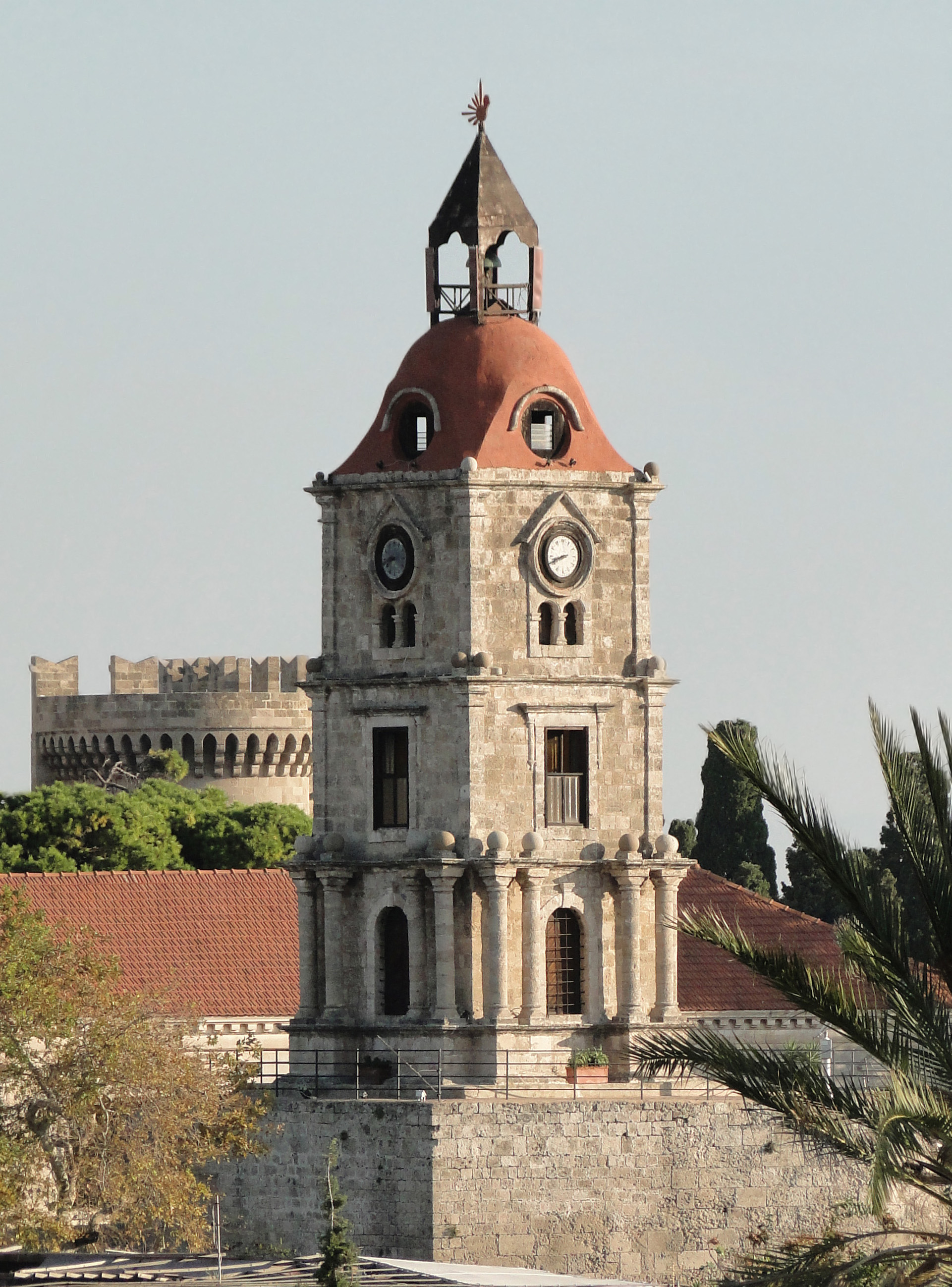
Torre dell'orologio